# Kantatie 74
Pour les articles homonymes, voir Route 74.
La route principale 74 (en finnois : Kantatie 74 est une route principale allant du quartier Niinivaara de Joensuu à Ilomantsi en Finlande.

## Description
La route principale 74 mène de Joensuu à Ilomantsi vers la frontière entre la Finlande et la Russie. 
Elle est reconstruite principalement dans les années 1960 avec des volumes de trafic relativement faibles. Le prolongement naturel de la route d'Ilomantsi est la route régionale 522 via Hattuvaara à Lieksa.

## Parcours
La route parcourt les municipalités suivantes :
- Joensuu
- Kiihtelysvaara
- Ilomantsi